# Velešov (hora)
Velešov (470 m n. m.) je kopec v okrese Rychnov nad Kněžnou, na jehož vrcholku se nacházel zaniklý stejnojmenný hrádek.

## Charakteristika
Kopec s nadmořskou výškou 470 metrů geomorfologicky spadá do subprovincie Česká tabule, oblasti Východočeská tabule, celku Svitavská pahorkatina, podcelku Českotřebovská vrchovina, okrsku Kozlovský hřbet a podokrsku Potštejnský hřbet.